# École supérieure des officiers de paix
L'École supérieure des officiers de paix (ESOP), créée en 1979, dispensait la formation initiale des officiers de paix de la police nationale. Elle se situait 127 avenue Brancolar à Nice en France. Elle a été dissoute en 1998
En 1995, à l'occasion de la réforme des corps et carrières, elle devenait une École nationale supérieure d'application de la police nationale. Le corps des officiers de paix fusionnait avec le corps des inspecteurs de police pour devenir le corps des officiers de police.